# Monastero
Il monastero è un complesso di edifici destinati ai monaci e alle monache di differenti religioni. Il fenomeno del monachesimo esiste nella maggior parte delle grandi tradizioni religiose mondiali: buddhismo, cristianesimo, giainismo, induismo, e taoismo.

## Etimologia
Il nome "monastero" entra nella lingua italiana nella prima metà del XIII secolo dal latino tardo monastērĭum, questo dal greco antico μοναστήριον  (monastḗrion) derivato da μοναστής (monastḗs; monaco) quindi da μονακός (monakós; solitario, eremita) a sua volta da μόνος (mónos; solo, unico).

## Il monastero nel buddismo
Nel buddismo un monastero è un luogo dove monaci e monache possano vivere in conformità alla disciplina e all'etica insegnata da Buddha Sakyamuni, per ricevere insegnamenti, studiare, progredire nella pratica e mantenere viva la tradizione buddista. Il tempio si chiama vihara ed è una parola presa dall'antica lingua sanscrita (विहार) che significa dimora ed indica il luogo dove risiedono il Buddha ed i suoi monaci. È la sala o l'edificio principale del tempio buddista, ed ha sostituito il chaitya in tale funzione.

## Il monastero nel cristianesimo

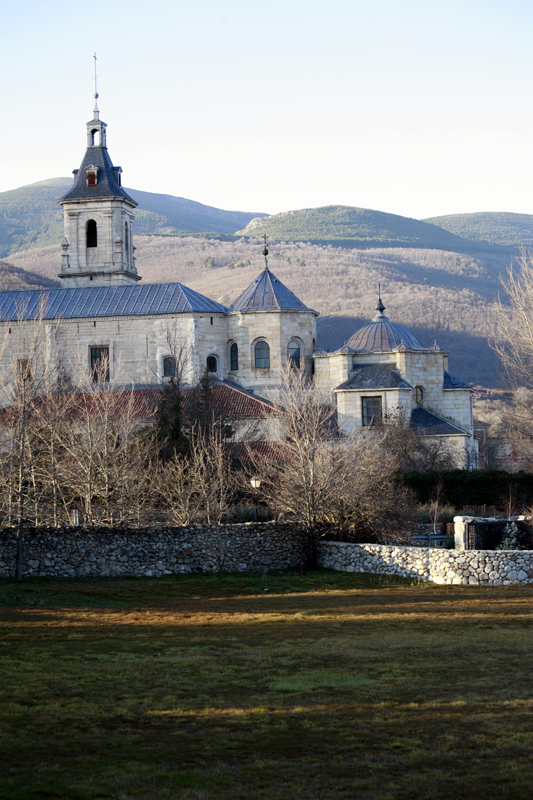
Monastero di Santa María de El Paular, vicino a Madrid, Spagna

Nel cristianesimo un monastero è un edificio comune dove vive una comunità di monaci o monache, sotto l'autorità di un abate o di una badessa. I monasteri non costituiscono un ordine religioso: ognuno di essi può essere una comunità a sé stante, oppure far parte di confederazioni, con alcune funzioni di coordinamento e di mutuo aiuto.
Monastero non è sinonimo di convento: quest'ultimo venne introdotto con l'avvento degli ordini mendicanti. Il monachesimo prese avvio nelle province orientali dell'Impero romano, soprattutto in Egitto, verso la fine del III secolo. I primi monaci erano detti anacoreti (dal greco anakorein  che vuol dire ritirarsi, fuggire), cercavano una vita ascetica, un rapporto mistico con la divinità e si rifugiavano in luoghi impervi, spesso desertici. Anche in Occidente alcuni cristiani si isolarono per condurre una vita da eremiti. Finché San Benedetto da Norcia, nato nel 480 dC, diede vita per la prima volta a una comunità monastica che doveva operare secondo norme precise stabilite dalla Sancta Regula.
Il monastero è stato per molti secoli una piccola città, con la tendenza all'autosufficienza dal punto di vista economico. I monaci si dedicavano a varie attività manuali per garantire ai confratelli cibo e mezzi necessari alla vita quotidiana. Lavoravano e pregavano (ora et labora). Nell'epoca medievale, molti monaci amanuensi ebbero anche il merito di trascrivere opere letterarie e filosofiche greche e romane che, grazie a questa paziente attività di copiatura, sono giunte fino noi. I monasteri si diffusero in tutta Europa. A parte l'Italia, uno dei Paesi in cui maggiormente si affermò l'dea monacale fu l'Irlanda.

### Abbazie
Particolare tipo di monastero è l'abbazia, che per il diritto canonico è un ente autonomo: il complesso abbaziale, gli edifici in cui essa vive e i territori circostanti che rientrano sotto il suo controllo, possono essere considerati come una comunità religiosa. Le abbazie possono trovarsi o meno all'interno di una diocesi: nel caso in cui non lo siano vengono denominate nullius dioecesis e di fatto assumono loro stesse il ruolo di diocesi.

### Generalità sulle attività e funzioni monastiche medievali
In effetti le funzioni sociali di un'abbazia nel Medioevo erano molteplici, fino alla comparsa dello stato modernamente inteso. Da una parte esse avevano una funzione spirituale per il bene della società, nei fabbricati conventuali (per la vita monastica), organizzate attorno al chiostro o alla chiesa abbaziale. Ma vi erano altri fabbricati di ospitalità per il pubblico esterno: scuole, infermerie, ostelli per pellegrini, alloggi per i conversi (i fratelli laici dell'abbazia), "porte della carità".
Vi si aggiungano ancora i fabbricati detti fabbricerie dove venivano soddisfatte le necessità logistiche immediate dell'abbazia (laboratori vari, panifici, scuderie, stalle, pollai, ecc.) Più lontano ancora, nei villaggi, l'abbazia erigeva croci, particolarmente per i pellegrini. Questa varietà di funzioni si ritrova nei principali "uffici" (responsabilità, incarichi) delle monache: badessa (dirigenza), cantori (musica sacra), cellerari (affari di giustizia), economi, ciambellani (relazioni esterne), infermieri, elemosinieri (assistenza ai poveri), bibliotecari, pietanzieri (cibi per i giorni di magro), ipotecari (farmacia), madri delle converse, vicari (celebrazioni delle Messe nella chiesa parrocchiale), maniscalchi (ferratura dei quadrupedi), refettorieri (per i refettori), giardinieri, camerieri (per l'abbigliamento), ecc.
Gli insediamenti conventuali di tipo benedettino, con il loro principio del lavoro manuale per i monaci, ebbero nel Medioevo un ruolo di sviluppo economico e tecnologico locale: è il caso, ad esempio, della diffusione in Francia della carpa e soprattutto del coniglio domestico, dovuta a motivi religiosi ed economici. I prodotti agricoli ed artigianali delle abbazie benedettine (come nel sud-est i liquori di Lérins o il liquore verde detto Bénédictine, non più prodotto dai monaci dopo la Rivoluzione francese) sono oggi visibili al grande pubblico sui siti Internet delle abbazie.

### Architettura

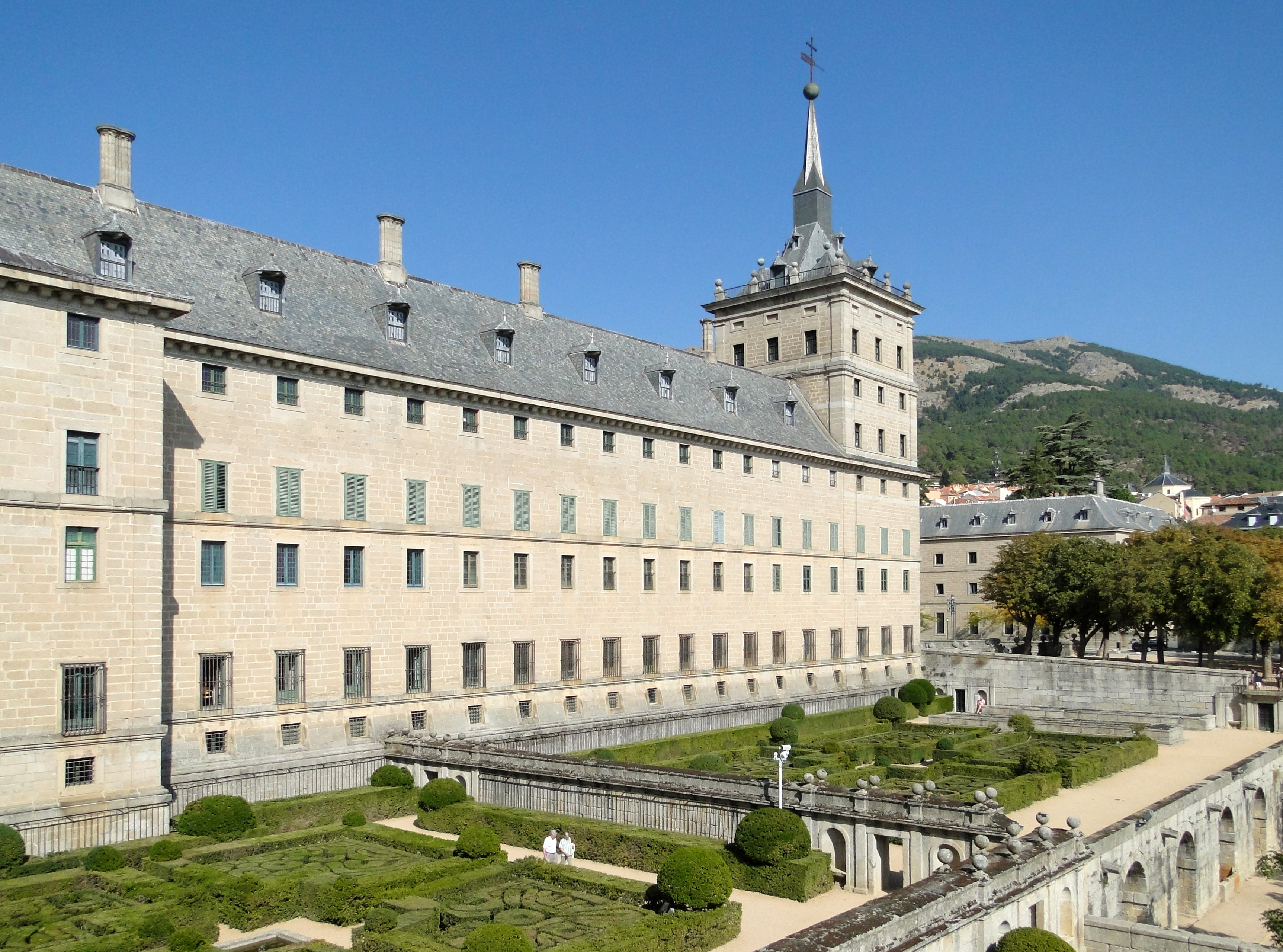
Monastero dell'Escorial

L'ampiezza delle comunità monastiche variava enormemente in funzione della ricchezza e del prestigio: alcune erano piccolissime mentre altre, seppur minoritarie, potevano accogliere anche 900 monaci. In media, però, ne riunivano da 10 a 50, perché l'Abate doveva conoscere e seguire i suoi monaci e guidarli come un padre spirituale. Solitamente costruito vicino ad un corso d'acqua, l'intero complesso monastico era orientato in modo che l'acqua potesse essere convogliata verso le fontane e la cucina, prima di raggiungere la lavanderia e i bagni. Le origini della struttura del tipico monastero rimangono oscure. Probabilmente i monaci si rifecero in parte alle ville romane, edifici a loro familiari e costruiti su uno schema unico in tutto l'Impero. D'altra parte i monaci, quando potevano, stabilivano le loro comunità in edifici preesistenti, spesso proprio delle ville di origine romana, che poi adattavano alle loro esigenze. A volte occupavano anche edifici precedentemente dedicati a culti pagani. Il tempo, l'esperienza e le esigenze delle comunità monastiche lentamente influirono sull'impostazione originale dei monasteri secondo criteri comuni a tutte le latitudini. Questo portò i monasteri a rassomigliarsi tra loro. Alla fine l'aspetto generale del monastero risultò essere quello di una sorta di città, con case divise da strade ed edifici, soprattutto nei grandi monasteri, divisi in gruppi. L'edificio della chiesa forma il nucleo e rappresenta il centro religioso della comunità. Perseguendo l'indipendenza dal mondo esterno, inoltre, i monaci si dotarono di mulini, forni, stalle, cantine e dei laboratori artigiani necessari per eseguire riparazioni e quant'altro fosse richiesto per soddisfare le esigenze della loro comunità.
- Chiesa: In altezza, la chiesa di norma domina materialmente il resto dell'abbazia ed, inoltre, è sempre molto ricca, dimostrando la grande importanza che l'ufficio divino deve avere nella vita del monaco. La sua dimensione e ricchezza esprime anche la prosperità del monastero e spesso vi sono seppelliti i benefattori della comunità e conservate le reliquie dei santi. Per la sua costruzione i monaci si rifecero soprattutto alle basiliche romane, molto diffuse in Italia: una navata centrale e due laterali illuminate da una fila di finestre sulle pareti, terminanti in un'abside semicircolare.
- Chiostro: Il chiostro (dal latino claustrum, luogo chiuso), è stilisticamente ripreso dall'atrium delle ville romane ed è il luogo dedicato alla meditazione (per questo vi vige la "regola del silenzio") servendo ai religiosi da deambulatorio e riparo. È sempre circondato da portici sostenuti da colonne e pilastri ed è posizionato centralmente alle varie costruzioni del monastero di cui viene così a formare l'ossatura, infatti su di esso si affacciano gli edifici più importanti, come la chiesa, il capitolo per le riunioni della comunità monastica, il dormitorio (poi sostituito dalle celle), il refettorio. Il chiostro si richiama all'hortus conclusus e si carica di simbolismo biblico-religioso.

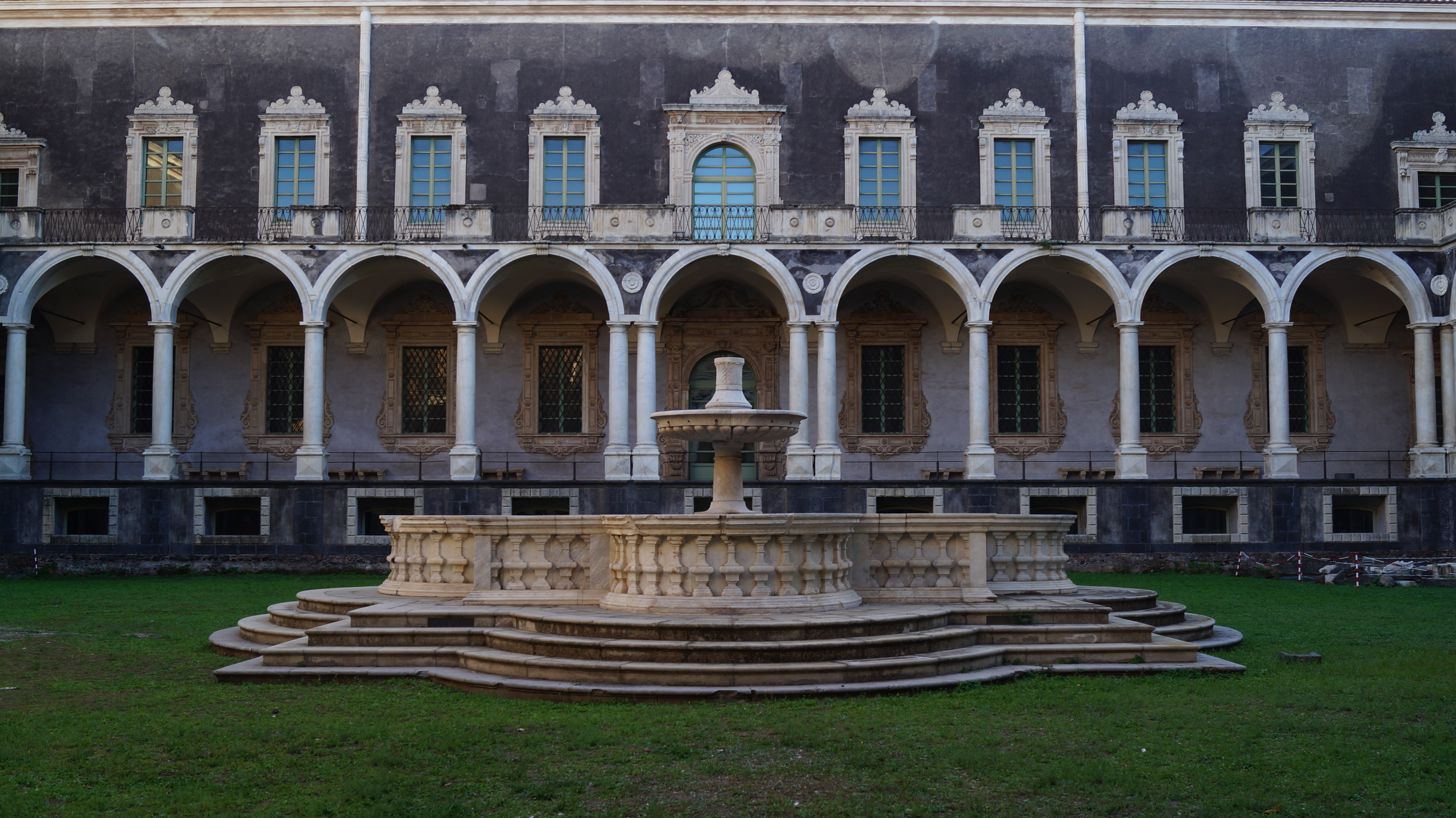
Chiostro dei marmi del Monastero di San Nicolò l'Arena

- Capitolo: Il capitolo è il locale dedicato alle riunioni della comunità monastica dove il postulante si presenta a chiedere l'ammissione al monastero, l'abate impone il nome nuovo al postulante che diventa così novizio e, in segno di umiltà ed affetto, gli lava i piedi, seguito in ciò da tutti i fratelli, Il novizio emette i voti divenendo monaco, l'abate convoca i suoi monaci per consultarli su questioni importanti per la comunità e funge anche da camera ardente per la veglia dei monaci deceduti. Sebbene San Benedetto non abbia mai nominato esplicitamente il capitolo, non di meno egli aveva ordinato nella Regola dei momenti di riunione così, intorno al IX secolo, si cominciò ad adibire un apposito locale allo scopo scegliendolo sempre accanto al chiostro. Inizialmente nel capitolo ci si riuniva solo per la distribuzione del lavoro manuale tra i monaci, solo con il tempo fu dedicato esclusivamente alle riunioni ufficiali della comunità. Il suo nome deriva dalle letture (preghiere, sacre scritture e la regola dell'ordine) che accompagnavano abitualmente l'attribuzione delle varie incombenze. Benché il passo letto quotidianamente non corrispondesse sempre ad un capitolo, tuttavia questo nome restò attribuito alla sala.
- Biblioteca: Le biblioteche, in particolare dei monasteri benedettini e cistercensi, hanno svolto l'importantissima funzione di preservare, dopo la caduta dell'Impero romano d'Occidente, le conoscenze antiche, leggendo, studiando e trascrivendo i testi che via via venivano recuperati dalle rovine dell'Impero romano. L'opera di trascrizione veniva svolta più esattamente nello scriptorium, l'ampio locale, quasi sempre comunicante con la biblioteca, che essendo dotato di ampie vetrate facilitava il lavoro dei monaci amanuensi. Negli scriptorium si trascrivevano non solo i testi delle antiche passate civiltà, ma, anche, i testi religiosi delle prime comunità cristiane, spesso abbellendoli con preziosi e riccamente decorati capolettera e marginalia, annotazioni e figure ai margini del testo principale, tant'è che, tuttora, le biblioteche dei monasteri sono ricche depositarie di codici miniati. Anche ai giorni nostri la biblioteca di un monastero ha grande importanza, dato che la lettura e lo studio fanno parte integrante della vita monastica. Sono, inoltre, aperte e frequentate anche da studiosi esterni, che spesso solo lì possono reperire i documenti di cui necessitano.
- Dormitorio e celle: Il dormitorio era la camerata comune dove, secondo la Regola, una lampada era mantenuta sempre accesa. Quando i monaci erano tanti, erano divisi tra più dormitori. Con gli anni si passò dalla camerata comune alle celle. Dapprima si praticarono delle divisioni di legno per isolare il monaco dalle inevitabili distrazioni di una sala comune, incompatibili con le esigenze dell'attività intellettuale (studio). In seguito, la stanza fu chiusa da una porta ed, in tal modo, si giunse al tipo di costruzione attuale divenuto di uso generale dal XV secolo.
- Refettorio: Il refettorio era la sala comune dove i monaci si riunivano per consumare i loro pasti. Originariamente costruito sul piano del triclinium romano, terminava in un'abside. I tavoli erano (e sono tuttora) normalmente disposti su tre lati lungo le pareti, lasciando il centro libero per gli inservienti. Vicino al refettorio c'era sempre uno spazio comune munito di fontana, il cosiddetto lavatorium o lavatoio, dove ci si poteva/doveva lavare prima e dopo i pasti. Per evitare che fosse solo un'occasione per appagare le proprie esigenza fisiologiche e rendere il tempo lì trascorso in un atto profondamente religioso, durante tutto il pasto un monaco a turno è incaricato di leggere brani tratti dalla Sacra Scrittura, per questa ragione vi vige "regola del silenzio". Turni settimanali sono adottati anche per avvicendare i monaci nel servire gli altri in cucina.
- Calefattorio: Il calefattorio (dal latino calefactorium, luogo del riscaldamento) era l'ambiente adibito al mantenimento di un fuoco comune che i monaci potevano usare per riscaldarsi brevemente tra un'attività e l'altra durante i mesi invernali.
- Cimitero: Alla loro morte, i monaci erano seppelliti nel cimitero interno al monastero. Nei secoli passati, quando le difficoltà delle comunicazioni rendevano enormi le distanze, i monaci avevano trovato il mezzo di annunziarsi scambievolmente la morte di un confratello e assicurare così i reciproci suffragi: d'abbazia in abbazia, di provincia in provincia, peregrinava un religioso che portava con sé la lista dei morti dove erano annotati i defunti dell'anno con un breve curriculum vitae. Questo uso ha perduto la sua ragion d'essere ma ancora oggi, quotidianamente ed all'ora prima, i monaci ricordano i religiosi e i benefattori defunti e, una volta al mese, tutta la comunità va a benedire le salme che riposano nei sepolcri. L'onore di essere sepolti tra i monaci era un privilegio che la comunità talvolta poteva concedere a vescovi, re e benefattori.
- Foresteria: Le comunità monastiche riservano una zona all'ospitalità dei viandanti. Per questa ragione i monasteri costruiti lungo vie molto trafficate erano particolarmente attrezzati allo scopo e molto apprezzati. Spesso accoglievano anche ospiti di riguardo come re, principi e vescovi in viaggio insieme alle loro corti ed accompagnatori. Le infermerie erano collegate a queste ali del monastero per curare anche gli ospiti che ne avessero bisogno. Gli edifici adibiti all'ospitalità erano spesso suddivisi in aree distinte in funzione del censo di chi dovevano accogliere: ospiti importanti, altri monaci o pellegrini e poveri viaggiatori. Erano, inoltre, posizionati dove meno interferivano con la quiete e la riservatezza del monastero ed avevano anche una cappella perché gli estranei non erano ammessi nella chiesa utilizzata da monaci o monache.
- Infermeria: L'infermeria era un edificio separato dedicato ad ospitare i monaci malati o deboli che erano affidati ad un monaco-medico. Spesso era posta vicino al dormitorio. Era dotata di un orto detto Giardino dei semplici.
- Giardino dei semplici: Inizialmente aveva il nome di orto dei semplici. La parola semplici deriva dal latino medioevale medicamentum o medicina simplex usata per definire le erbe medicinali. È un orto per la coltivazione delle erbe e delle piante medicinali, spesso posto nei pressi dell'infermeria. I "semplici", ossia le piante officinali, furono nei secoli e lo sono ancora oggi, attraverso i loro principi attivi, il fondamento della terapia che è antica quanto l'umanità. Verso la fine del sec. VI il dottissimo Vescovo di Siviglia, Isidoro, consigliava di coltivare le piante medicinali in un "orto botanico" (botanicum herbarium). Nel silenzio delle abbazie anche i monaci si dedicarono alla ricerca delle erbe e alla loro coltivazione nei giardini claustrali. Ma gli "orti dei semplici" veri e propri sorsero e si svilupparono nel Rinascimento: secondo alcuni autori, pare che sia stato Nicolò V, per primo, a realizzare la prima collezione di piante rare nei giardini vaticani "in modo da formare un orto dei semplici". Secondo altri, si deve a Leone X e a Leonardo da Vinci la fondazione dell'orto dei semplici in Vaticano poiché proprio per l'interessamento di Leone X fu istituita a Roma nel 1513 la cattedra di Botanica e, l'anno successivo, vi fu chiamato come Lettore Giuliano da Foligno. A Casamari troviamo ancora oggi dietro la Basilica, attualmente denominato "giardino dei novizi", l'ubicazione del piccolo "orto dei semplici" di un tempo, incorporato nell'antico viridarium, e questo serve a documentare che ab antiquo anche i monaci di Casamari si dedicavano alla ars medicandi. Per la conservazione, dopo l'essiccazione in ambiente ben aerato esisteva primitivamente nel monastero il cosiddetto armarium pigmentariorum, che era un armadio di legno massiccio, senza battenti a vetri, perché le piante rimanessero nella oscurità più completa. Oltre che con l'essiccazione i monaci conservavano i "semplici" con la preparazione di sciroppi, tinture, macerazioni nell'alcol, ecc. Fino al 1970, nei giardini e nel recinto della clausura dell'abbazia di Casamari, i monaci curavano la coltivazione di piante e di erbe aromatiche e medicinali, mentre alcune piante, ancora oggi vi crescono spontaneamente, quasi a testimoniare l'antica coltura che si faceva di esse. In verità l'interesse per le piante medicinali fu sempre vivo nei monaci di Casamari e ne abbiamo la prova in alcuni manoscritti, ingialliti dal tempo, che ancora oggi si conservano in archivio. I vari saccheggi subiti dall'abbazia hanno causato la distruzione delle documentazioni più antiche dell'opera silenziosa dei monaci di Casamari nella ricerca dei mezzi più idonei per la cura delle malattie, ma il carteggio giunto fino a noi è sufficiente per testimoniare una tradizione plurisecolare.
- Cucine: La cucina (dove i monaci servivano in turni settimanali) era naturalmente situata vicino al refettorio. Nei monasteri più grandi c'erano più cucine: per i monaci, i novizi e gli ospiti.Cucine del Monastero di San Nicolò l'Arena

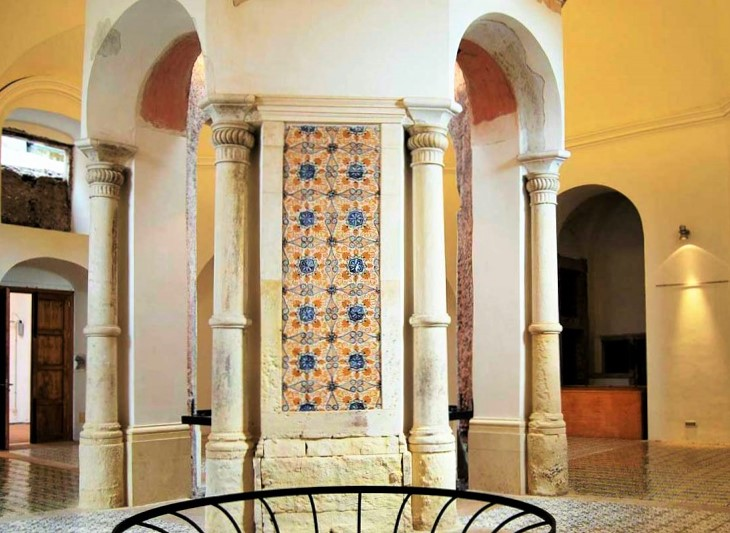
Cucine del Monastero di San Nicolò l'Arena

- Gabinetti: I gabinetti erano separati dagli edifici principali ed erano raggiungibili percorrendo un corridoio. Erano sempre disposti con grande cura verso l'igiene e la pulizia e forniti di acqua corrente ogni volta che era possibile.
- Scuole: Molti monasteri avevano scuole esterne per i novizi, ragazzi destinati dai loro genitori alla vita monastica. In anni recenti alcuni hanno istituito anche scuole e collegi aperti a giovani che non hanno la chiamata religiosa.
- Noviziato: I novizi, non essendo ancora parte della comunità, non avevano il diritto di frequentare la zona di clausura. Avevano un posto nel coro durante gli uffici divini, ma trascorrevano il resto del tempo nel noviziato. Un monaco anziano, il prefetto o maestro dei novizi, li istruiva nei principi della vita religiosa e li sorvegliava. Il periodo di prova durava una settimana. I noviziati più grandi avevano propri dormitori, cucine, refettori, sale di lavoro e anche chiostri.
- Azienda agricola: Le aziende agricole sono intese dalla regola, da un lato, come un'occasione di lavoro, dall'altro, come un mezzo di sostentamento che assicurava al monastero l'autonomia alimentare. Pur mantenendosi ben curata ed ordinata, oggi non ha più l'importanza dei secoli passati, quando la terra costituiva l'elemento quasi esclusivo della ricchezza monastica. Oggi la funzione della tenuta monastica, dove pure essa esiste, è quella di permettere al monastero di trarne, almeno in parte, i prodotti necessari al proprio sostentamento.
- Magazzini e laboratori: Nessun monastero era completo senza le sue dispense per conservare il cibo. C'erano, inoltre, granai, cantine e altri locali di servizio; tutto posto, insieme agli edifici delle fattorie, sotto la tutela del monaco cellaio. Molti monasteri possedevano mulini per macinare il grano.
- Appartamenti dell'abate: A partire dal basso Medioevo separati erano anche gli appartamenti del capo della comunità: l'abate.

### Organizzazione monastica
Per assicurare il buon funzionamento del monastero, soprattutto nei monasteri più grandi, l'abate si avvaleva di una serie di collaboratori che a lui rendevano conto per lo svolgimento di molte mansioni.
- L'abate: L'autorità massima del monastero è nelle mani dell'abate che può avere alle sue dirette dipendenze un priore ed un coadiutore. Nei grossi monasteri, l'amministrazione spicciola è a carico di diversi altri monaci.
- Il priore: Il priore è il vice dell'abate che, tra l'altro, lo sostituisce durante le sue assenze. Se necessario può essere affiancato da un coadiutore.
- Il coadiutore: Il coadiutore è l'aiutante o il vice del priore, in varie mansioni.
- Il cantore: Il "cantore" si occupa dei canti durante i servizi divini. Suo assistente è il succentore. È anche uno dei tre monaci che conserva le chiavi del monastero.
- Il portinario: Il "portinario" è il monaco responsabile dell'ingresso e dell'uscita dal monastero.
- Il sagrestano: Il sagrestano è incaricato di curare la Chiesa insieme con il suo arredo e i paramenti sacri. Oltre a mantenere tutto in ordine e pulito e preparare la chiesa per le funzioni (ad es. accendendo le candele), tra le altre sue responsabilità c'è anche l'illuminazione interna al monastero e per questo sovrintendeva alla costruzione di candele e del cotone necessario per i malati. Al fine di non lasciare la chiesa incustodita, mangiava e dormiva in appositi locali nei suoi pressi. Il suo assistente principale era il revestarius che si occupava dei paramenti sacri e degli arredi dell'altare. Un altro era il "tesoriere", incaricato di reliquari, vasi sacri, ecc.
- Il cellerario: si occupava del cibo e della sua conservazione. In caso di necessità è esentato dalla partecipazione ai cori. Tra le sue incombenze c'era, anche, la scelta degli inservienti laici dei servizio in refettorio. Era incaricato, inoltre, della legna, del trasporto di materiali (non solo cibo), della manutenzione degli edifici, ecc. Suo aiutante è il vice-cellerario e, nel forno, il granatorius, che si assicurava della qualità delle granaglie.
- Il refettorista: Il "refettorista" è incaricato di curare il refettorio, assicurare la pulizia dei luoghi, degli arredi e delle posate. Si occupa anche del lavandino, delle relative tovaglie e, quando necessario, dell'acqua calda.
- Il cuciniere: Il "cuciniere" ha la grande responsabilità di fare le porzioni ed evitare sprechi. Fra i suoi collaboratori c'è l'ampor che si occupa degli acquisti. Fra gli altri compiti del cuciniere c'è quello del mantenimento di un registro delle spese e di un inventario dei beni a sua disposizione da illustrare settimanalmente all'Abate. È anche responsabile della pulizia delle posate e dei locali. Per i suoi impegni è spesso esentato dai cori. I frati che servono nel refettorio in turni settimanali sono sotto i suoi ordini. A conclusione dei loro turni, la domenica sera lavano i piedi ai confratelli.
- L'infermiere: L'"infermiere" doveva curare amorevolmente deboli e malati e, quando necessario, era esentato dalla partecipazione alle funzioni comuni. Dormiva sempre nell'infermeria, anche quando non c'erano malati, così da essere sempre reperibile in caso di emergenza.
- L'elemosiniere: L'elemosiniere era incaricato di distribuire le elemosine, in cibo e vestiti, con spirito di carità e discrezione.
- Il maestro degli ospiti: Nel Medioevo l'ospitalità ai viaggiatori da parte dei monasteri era così frequente che il "maestro degli ospiti" richiedeva grande tatto, prudenza e discrezione, così come affabilità, poiché la reputazione del monastero era nelle sue mani. Suo primo dovere era di assicurarsi che i locali fossero sempre pronti a riceverli quegli ospiti che proprio lui doveva accogliere, secondo quanto espresso dalla Regola, come lo stesso Cristo; durante la loro permanenza doveva sopperire alle loro necessità, intrattenerli, condurli in chiesa per assistere alle funzioni, ed essere sempre a loro disposizione.
- Il ciamberlano: Il "ciamberlano" sovrintendeva il guardaroba dei fratelli, il rammendo o rinnovo degli indumenti sdruciti, mettendo da parte quelli non più usati per distribuirli ai poveri. Supervisionava anche la lavanderia e l'acquisto all'esterno del necessario per il confezionamento degli abiti. Suo compito erano, anche, i preparativi per il bagno, il lavaggio dei piedi ed il taglio della barba dei confratelli.
- Il maestro dei novizi: Il "maestro dei novizi" era uno dei monaci più importanti. Nella chiesa, nel refettorio, nei chiostro o nel dormitorio sorvegliava i novizi e trascorreva il giorno ammaestrandoli e facendoli esercitare sulle regole e le pratiche tradizionali della vita religiosa, incoraggiando e aiutando chi dimostrava una reale vocazione.
- Il settimanale: Il "settimanale" era incaricato di cominciare tutte le Ore canoniche, impartire le benedizioni richieste e cantare nella messa solenne celebrata giornalmente. I servizi settimanali includevano, oltre a quelli già ricordati, il lettore nel refettorio che era incoraggiato a prepararsi bene al fine di evitare errori durante l'ufficio. C'era anche l'"antifono", il cui dovere era quello di intonare la prima antifona dei salmi e guidare la recitazione delle funzioni.

### Monasteri doppi
Il monastero doppio è un'istituzione monastica che ospita, in strutture monastiche separate, monaci e monache, sotto la direzione unica di un abate o di una badessa. Ne esistevano in Oriente dalla prima metà del IV secolo. In Occidente si osservano due grandi ondate di fondazione di questo tipo di monasteri: quella del cristianesimo celtico, precisamente nel VII secolo, e quella della riforma gregoriana nei secoli XI e XII.
Questo tipo di organizzazione monastica comparve in Oriente allo stesso tempo del cenobitismo cristiano: esso fu dovuto alla necessità per le donne di avere accanto uomini, i soli abilitati a celebrare l'Ufficio divino e ad amministrare i sacramenti.. Pare che i monasteri misti fossero numerosi in Oriente nei primi secoli del monachesimo cristiano.. Le due strutture monastiche distavano fra loro da poche centinaia di metri a qualche chilometro (vi erano casi in cui la comunità femminile viveva su un'altura mentre quella dei monaci nella valle, come nel monastero di San Piertro di Remiremont, nei Vosgi, fondato verso il 620 da sant'Amato e da San Romarico). 
Le attività comuni erano limitate: generalmente toccava ai monaci provvedere ad esigenze quali l'approvvigionamento dei generi di prima necessità e, naturalmente, alle celebrazioni liturgiche ed all'amministrazione dei sacramenti.
In ogni caso la separazione fra monaci e monache era molto rigida. Le norme generali che regolavano tali rapporti di coabitazione nei monasteri doppi furono codificate per la prima volta dall'imperatore Giustiniano I nel 529: i locali per i monaci e quelli per le monache dovevano essere separati. Le monache potevano uscire ed anche alloggiare altrove, salvo che nel monastero maschile. Tre monaci venivano messi a disposizione per le esigenze delle monache, ma essi potevano rivolgersi solo alla madre superiora.
Successivamente, in occidente, vennero stabilite regole ancor più rigide, ed osservando quasi tutte le comunità femminili le regole della clausura, la possibilità di contatti diretti era pressoché nulla. Anche quando vi era una sola chiesa, che veniva utilizzata da entrambe le comunità, all'interno di questa erano realizzate strutture fisiche (muri e simili), che impedivano non solo la prossimità fra i membri delle due comunità durante le funzioni liturgiche, ma addirittura ne era impedita fisicamente anche la vista (le monache assistevano alle funzioni attraverso aperture velate, aperte nei muri separatori e protette da grate in ferro e solo una piccola apertura in una di esse consentiva alle monache di ricevere la comunione).
In questo tipo di monasteri vengono anche annoverati i "monasteri familiari", nei quali alcuni membri della comunità erano legati da vincoli di parentela: il marito dirigeva la comunità dei monaci e la moglie quella delle monache, ovvero i due ruoli erano ricoperti rispettivamente da fratello e sorella.
I monasteri doppi ebbero origine in oriente (il primo fu fondato in Egitto da San Pacomio a Tabennensis, in Tebaide, su una riva del Nilo, agli inizi del IV secolo). Si diffusero poi anche in Occidente, non si sa attraverso quale canale l'idea di monastero doppio vi fosse arrivata. Pare che il fenomeno abbia avuto i suoi inizi in Gallia, con istituzioni d'ispirazione colombaniana (San Colombano stesso, morto nel 615, non par essere ad esse contemporaneo: e le più antiche che si conoscano sono quella di Faremoutiers e quella di Remiremont, che comparvero verso il 620).
Essi conobbero una fase di notevole sviluppo fin verso il IX secolo per poi fermarsi ed addirittura retrocedere fino all'XI, allorché, con una rinnovata popolarità della vita monacale, riprese lo sviluppo di nuove istituzioni che raggiunse il suo apice a metà del XII secolo. Di qui ne iniziò il declino, grazie anche alle esortazioni alla cautela emesse nel 1139 dal secondo concilio lateranense. e questo tipo di istituzioni andò via via diminuendo (molte si trasformarono in monasteri semplici). Ad oggi ne esistono nel mondo solo pochissimi esemplari.

#### Monasteri familiari e monasteri gemelli
In questo tipo di monasteri vengono anche annoverati i "monasteri familiari", nei quali alcuni membri della comunità erano legati da vincoli di parentela: il marito dirigeva la comunità dei monaci e la moglie quella delle monache, ovvero i due ruoli erano ricoperti rispettivamente da fratello e sorella. I monasteri doppi non vanno confusi con quelli detti "gemelli".
Vi è una certa confusione fra monasteri doppi (monaci e monache) e "monasteri gemelli" (solo monaci). Si tratta infatti, in questi casi, di coppie di monasteri ma ciascuno di essi era abitato da monaci. Nonostante si trattasse di monasteri maschili riuniti sotto l'autorità di un unico abate, questa istituzione è talvolta detta "doppia". Ne furono casi, fra gli altri, l'Abbazia di Stavelot e quella di Malmedy, in Belgio, fondati, pressoché insieme, nel 648 da san Remaclo; così come il monastero di Wearmouth, in Inghilterra, fondato nel 674 da san Benedetto Biscop, che gli aggiunse nel 682 il monastero gemello di Jarrow. Pur trattandosi ancora di monasteri maschili, questa istituzione di monaci "non irlandesi" è talvolta detta "doppia".